# Richard Saunders Dundas
Richard Saunders Dundas (ur. 11 kwietnia 1802, zm. 3 czerwca 1861 w Londynie) – oficer Royal Navy.

## Życiorys
Był synem Roberta Dundasa wicehrabiego Melville. W 1858 awansował na wiceadmirała. Brytyjski Lord Morski od 1857 do 1858 i ponownie od 1859 do 1861. Odznaczony Królewskim Orderem Łaźni. Zmarł na atak serca.